# Generalluftzeugmeister
Generalluftzeugmeister foi um cargo público no Ministério da Aviação do Reich, durante a Alemanha Nazi.
As principais funções deste cargo era assegurar o desenvolvimento e testes de aeronaves, assim como as aquisições de material para a Luftwaffe. As únicas pessoas que ocuparam o cargo de Generalluftzeugmeister foram o General Ernst Udet, entre 1 de Fevereiro de 1939 até ao dia em que faleceu, e depois Erhard Milch, tendo sido a última pessoa no cargo. Com o final da guerra, o cargo foi extinto.